# Serra de la Creu del Codó
La serra de la Creu del Codó és una serralada d'uns 2,9 km de longitud i de direcció oest-est que està enclavada íntegrament al terme municipal de Guixers, a la Vall de Lord (Solsonès).
S'estén entre Coll de Jou (1.461,5 m. d'altitud), a l'oest i el Coll de la Creu de Canalda (1.110,9 m. d'altitud), a l'est. Asolleix el seu punt culminant al Tossal de la Creu del Codó (1.529,8 m. d'altitud). El seu vessant nord està cobert de boscos de pins que conformen l'obaga de la Creu del Codó pel fons de la qual s'hi escola el torrent de les Salines. El vessant sud, en canvi, està conformat per terrenys força més erms de conglomerats montserratins que escolen les seves aigües cap al clot de Vilamala en la seva meitat occidental i cap a la rasa de Torroella en la seva meitat oriental.